# Cárcel de Yungay
La Cárcel de Yungay es un centro penitenciario chileno, ubicado en la ciudad de Yungay, Región de Ñuble, Chile. El recinto fue utilizado como centro de detención y tortura durante la dictadura militar de Augusto Pinochet.

## Historia
Tras el Golpe de Estado en Chile de 1973, los presos por delitos comunes fueron desalojados del segundo piso del recinto, con el objetivo de dejar espacio a los presos políticos, quienes estarían habitando celdas diminutas, sin camas ni abrigos, durmiendo sobre un piso de baldosas. Dentro de las personalidades detenidas en el lugar se encontraban el político socialista Ramón Lagos Sanhueza, alcalde de Tucapel; el político radical Luis Weitzel, gobernador del Departamento de Yungay y el político socialista Mario Ocampos Muñoz, quien fuera regidor de la misma ciudad. A ellos, cabe agregar la gran cantidad de trabajadores sindicalizados de la Industria de Celulosa de Cholguán.
La gran cantidad de prisioneros obligaba también a realizar traslados a otros recintos, en el caso de la Cárcel de Yungay, sus reos eran trasladados a la Cárcel de Chillán o a la Cárcel de Mujeres Buen Pastor de Chillán.
Los principales cómplices de la dictadura en el lugar fueron el mismo alcaide del penal Claudio Fáundez y un teniente de Carabineros de Chile de apellido Schneider. Las torturas incluían uso de látigos y electricidad en el cuerpo, lo cual fue dado a conocer al personal de la Cruz Roja en la Cárcel de Chillán, a través de uno de los detenidos que fue trasladado dicho penal, motivando a la intervención por parte de la entidad internacional para curar a los torturados en Yungay.
Mario Ocampos consigue salir de la cárcel y es exiliado en Francia, lugar donde presenta una querella a través del juez Baltasar Garzón relatando lo ocurrido en la ciudad donde fue regidor.

### sigloXXI
En 2017 un estudio de condiciones carcelarias en Chile realizado por el Instituto Nacional de Derechos Humanos, informó que en la cárcel de Yungay existían noventa y seis internos para sesenta y seis habitaciones, lo que significó un 145,45% de ocupación. Los presos eran separados por religión protestante de los otros presidiarios, mientras que la situación en grupos vulnerables presentaba a personas jubiladas y/o con VIH y solamente a una persona como indígena. Asimismo destacó que en sus instalaciones existían falencias en la calidad de la construcción y presencia de insectos en áreas ocupadas por trabajadores del penal.